# Mooreobdella
Mooreobdella är ett släkte av ringmaskar. Mooreobdella ingår i familjen hundiglar.
Kladogram enligt Catalogue of Life:
| Mooreobdella | \| \| Mooreobdella bucera \| \| \| \| \| \| Mooreobdella fervida \| \| \| \| \| \| Mooreobdella melanostoma \| \| \| \| \| \| Mooreobdella microstoma \| \| \| \| \| \| Mooreobdella ochotherenai \| \| \| \| \| \| Mooreobdella tetragon \| \| \| \| |
|              | \| \| Mooreobdella bucera \| \| \| \| \| \| Mooreobdella fervida \| \| \| \| \| \| Mooreobdella melanostoma \| \| \| \| \| \| Mooreobdella microstoma \| \| \| \| \| \| Mooreobdella ochotherenai \| \| \| \| \| \| Mooreobdella tetragon \| \| \| \| |
|              | Dina |
|              | |
|              | Erpobdella |
|              | |
|              | Motobdella |
|              | |
|              | Nephelopsis |
|              | |
|              | Semiscolecides |
|              | |
|              | Mooreobdella bucera |
|              | |
|              | Mooreobdella fervida |
|              | |
|              | Mooreobdella melanostoma |
|              | |
|              | Mooreobdella microstoma |
|              | |
|              | Mooreobdella ochotherenai |
|              | |
|              | Mooreobdella tetragon |
|              | |

|  | Mooreobdella bucera       |
|  |                           |
|  | Mooreobdella fervida      |
|  |                           |
|  | Mooreobdella melanostoma  |
|  |                           |
|  | Mooreobdella microstoma   |
|  |                           |
|  | Mooreobdella ochotherenai |
|  |                           |
|  | Mooreobdella tetragon     |
|  |                           |